# Port lotniczy Vardø
Port lotniczy Vardø – krajowy port lotniczy położony w Svartnes. Jest jednym z największych portów lotniczych w północnej Norwegii.

## Linie lotnicze i połączenia
| Linia lotnicza | Kierunek                                      |
| -------------- | --------------------------------------------- |
| Widerøe        | 1. Båtsfjord 2. Berlevåg 3. Kirkenes 4. Vadsø |